# Les Baxter
Pour les articles homonymes, voir Baxter.
 (mai 2024).
Si vous disposez d'ouvrages ou d'articles de référence ou si vous connaissez des sites web de qualité traitant du thème abordé ici, merci de compléter l'article en donnant les références utiles à sa vérifiabilité et en les liant à la section « Notes et références ».
Leslie Thompson « Les » Baxter (né le 14 mars 1922 et mort le 15 janvier 1996 à Newport Beach, comté d'Orange) est un musicien, compositeur, arrangeur et chanteur américain. Aux côtés de Martin Denny et Arthur Lyman (en), il est l'un des créateurs et principaux protagonistes de l'Exotica, genre musical très populaire dans les années 1950 et 1960 aux États-Unis et représentatif de la culture tiki américaine, sorte d'easy listening impressionniste, baroque et symphonique dont les mélodies évoquent l'atmosphère de lieux tropicaux, principalement d'Océanie. Les Baxter était également connu pour avoir composé plus de 100 musiques de films.

## Biographie

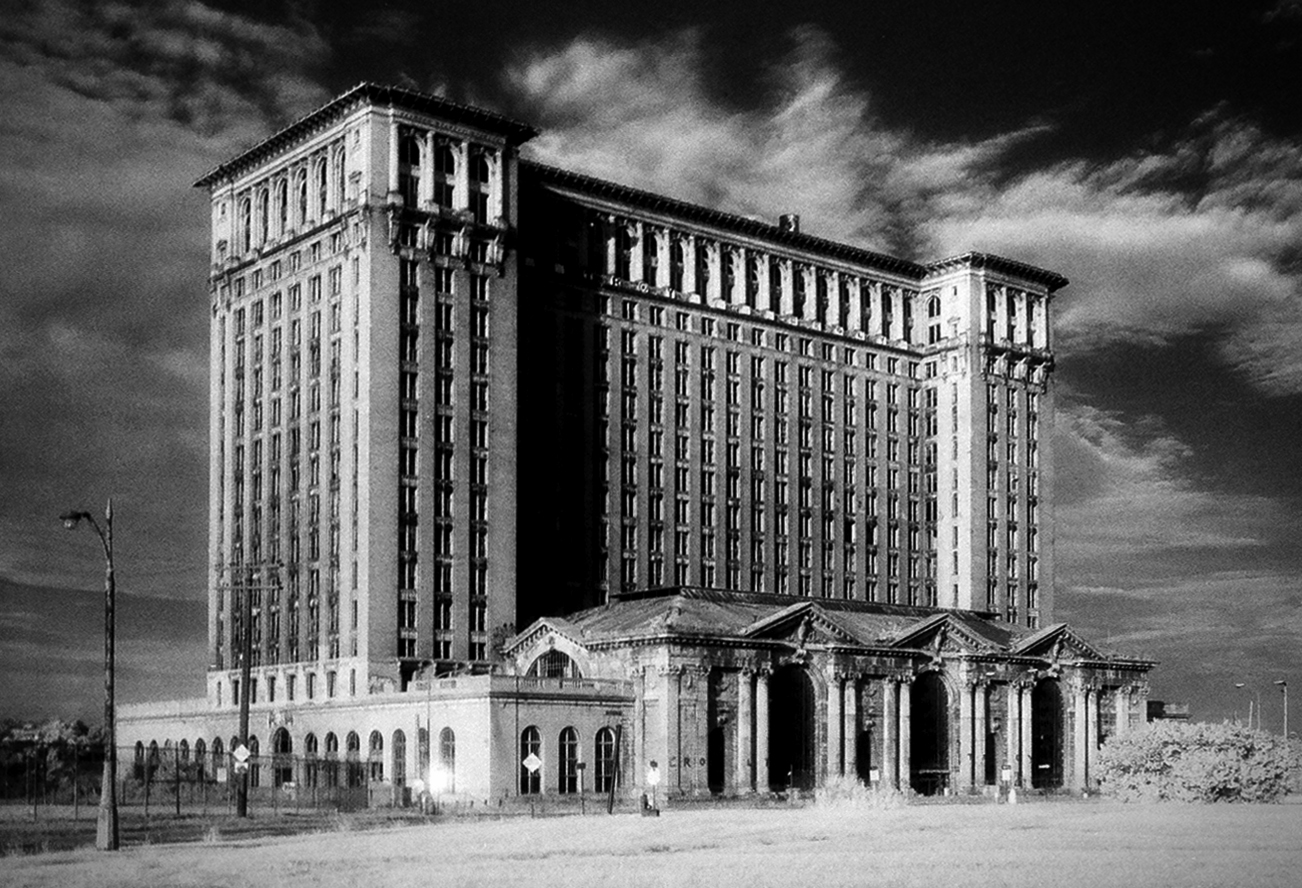
La gare Michigan Central Station de Détroit, désaffectée depuis 1988.

Baxter a tout d'abord étudié le piano au Conservatoire de Détroit avant de déménager à Los Angeles pour poursuivre ses études au Pepperdine College. Délaissant sa carrière de pianiste concertiste, il se tourne vers la musique populaire et devient chanteur. À l'âge de 23 ans, il rejoint le groupe de jazz vocal de Mel Tormé, les Mel-Tones et chante sur des disques du clarinettiste Artie Shaw dont What Is This Thing Called Love?
En 1950, Baxter devient arrangeur et chef d'orchestre pour Columbia Records et est responsable des premiers hits de Nat King Cole, Mona Lisa et Too Young. En 1953, il signe pour la première fois la musique d'un film, Tanga Tika. Avec son propre orchestre, il enregistre une série de tubes dont Ruby (1953), Unchained Melody (1955) ou The Poor People of Paris (1956). Il a également remporté des succès avec ses albums concept orchestraux, tels que Le Sacre du sauvage, Festival of the Gnomes, Ports of Pleasure ou encore Brazil Now, qu'il a enregistrés avec de prestigieux musiciens comme Plas Johnson ou Clare Fischer.

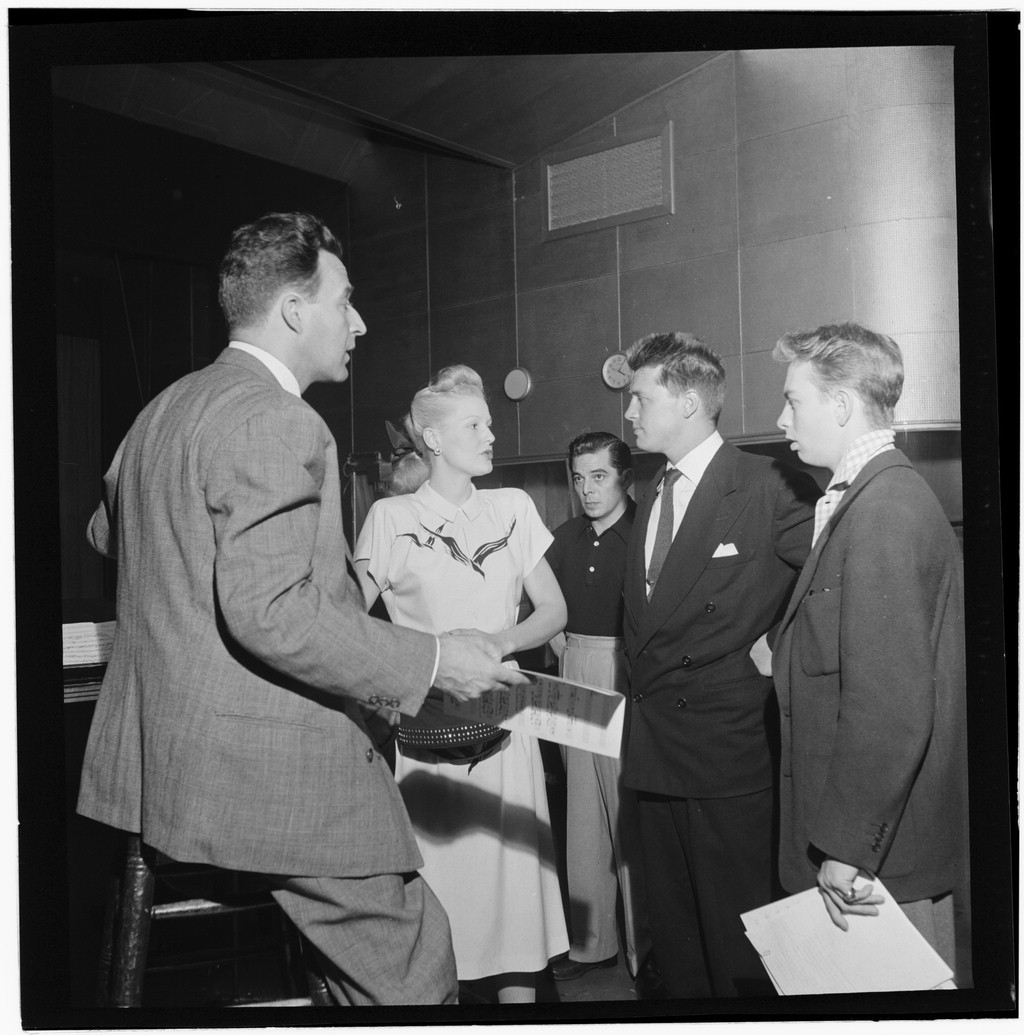
Jerry Wald, Gordon MacRae, Mel Tormé, Marion Hutton, et Jerry Jerome, durant le Saturday Teentimers Show, New York, N.Y., vers août 1947 (Photo de William P. Gottlieb).

Dans les années 1960, il forme les Balladeers, un groupe de folk traditionnel auquel participe un jeune et maigre David Crosby (plus tard membre des Byrds et de Crosby, Stills, Nash and Young). Il travaille également sur des bandes originales de films, qu'il s'agisse d'adaptations au grand écran d'Edgar Allan Poe, de films d'horreur ou de comédies musicales pour adolescents ainsi que comme directeur musical à la radio.
Dans les années 1980, il réalise la musique de parcs d'attraction, notamment de SeaWorld. Lors de sa mort en 1996, le journaliste David Toop du magazine Wired lui rend hommage[Quand ?] en ces termes[réf. nécessaire] : « Baxter offrait de véritables voyages organisés sonores, vendant des billets à des touristes sédentaires qui cherchaient à explorer des émotions tabou avant de prendre leur dîner, comme assister à une cérémonie païenne, se faire bronzer au soleil ou convier un démon dans leur salon, le tout sans quitter le nid douillet de leurs banlieues aisées blanches. »
Les Baxter a une étoile à son nom sur le Hollywood Walk of Fame.

## Discographie
(mai 2024).
Les Baxter commence sa carrière d'artiste auteur-compositeur-interprète avec le label discographique Capitol Records en 1947 en enregistrant ses premiers disques EP 78 tours par minute et lui restera fidèle jusqu'en 1962 où il partira pour Reprise Records, qui vient de se créer.
Autour de 1966, comme d'autres artistes (Eddie Cano…) sur fond de désaccord, il quitte Reprise Records pour signer avec GNP Crescendo Records avec qui il enregistre 4 albums dont l'album test Moog Rock dans le but de démontrer autour de réorchestrations de titres de musique classique les capacités d'un nouvel instrument, le Moog largement utilisé par la suite par les groupes de musique progressive rock tels Yes, Barclay James Harvest, Pink Floyd, Genesis, mais aussi par des rockers comme The Rolling Stones…
N.B. : Les références discographiques sont classées chronologiquement par maison de disques. (Par souci de lisibilité et afin d'éviter une présence accrue des listes d'œuvres, les dates de parution de la discographie figurent après le titre de l'album publié). 

### Albums LP
Chez RCA Victor Records
- Perfume Set to Music[1]: 1949 ∫ Coffret puis réédition au format LP RCA Victor Records - LPM35 (10") (Mono)

Chez Discovery Records
- Night And Day (EP 45 RPM 4 titres): 1951 ∫ EP Discovery  EP-5 (45 RPM) (Mono)

Chez Capitol Records
- Music Out of the Moon[1]: 1947 ∫ Coffret puis réédition au format LP Capitol CC 47 (10") (Mono)
- Arthur Murray Favorites: Tangos : 1951 ∫ LP Capitol  H-263 (10") & T-263 (12") (Mono)
- Ritual Of The Savage[2] : 1951 ∫ LP Capitol H-288 (10") & T-288 (12") (Mono)
- Festival of the Gnomes : 1953 ∫ LP 10" Capitol H-296  (10") & T-296 (12") (Mono)
- Capitol Presents Les Baxter : 1954 ∫ LP 10" Capitol  LC 6634 (Mono)
- Thinking of You : 1954 ∫ LP 10" Capitol H-474 & T-474 (Mono)
- The Passions : Featuring Bas Sheva : 1954 ∫ LP 10" Capitol LAL-486 & T-486 (Mono)
- Arthur Murray Favorites : Modern Waltzes : 1954 ∫ LP 10" Capitol H548 & T-548 (Mono)
- Kaleidoscope[3] : 1955 ∫ LP 10" Capitol T-594 (Mono)
- Tamboo! : 1955 ∫ LP 10" Capitol T-655 (Mono)
- Caribbean Moonlight : 1956 ∫ Capitol T-733 (Mono)
- Skins! Bongo Party with Les Baxter : 1957 ∫ Capitol T-774 (Mono)
- 'Round the World with Les Baxter : 1957 ∫ Capitol T-780 (Mono)
- Midnight on the Cliffs : 1957 ∫ Capitol T-843 (Mono)
- Ports of Pleasure : 1957 ∫ Capitol T-868 (Mono) & ST-868 (Stéreo)
- Space Escapade : 1957 ∫ Capitol T-968 (Mono) & ST-968 (Stéreo)
- Selections from "South Pacific"[4] : 1958 ∫ Capitol T-1012 (Mono) & ST-1012 (Stéreo)
- Confetti : 1958 ∫ Capitol T-1029 (Mono) & ST-1029 (Stéreo)
- Love is a Fabulous Thing : 1958 ∫ Capitol T-1088 (Mono) & ST-1088 (Stéreo)
- African Jazz : 1958 ∫ Capitol T-1117 (Mono) & ST-1117 (Stéreo)
- Jungle Jazz[5] : 1959 ∫ Capitol T-1184 (Mono) & ST-1184 (Stéreo)
- Wild Guitars[6] : 1959 ∫ Capitol T-1148 (Mono) & ST-1148 (Stéreo)
- Teen Drums[7] : 1960 ∫ Capitol T-1355 (Mono) & ST-1355 (Stéreo)
- Baxter's Best (compilation) : 1960 ∫ Capitol T-1388 (Mono) & ST-1388 (Stéreo)
- Young Pops : 1960 ∫ Capitol T-1399 (Mono) & ST-1399 (Stéreo)
- Broadway '61 : 1961 ∫ Capitol T-1480 (Mono) & ST-1480 (Stéreo)
- Jewels of the Sea : 1961 ∫ Capitol T-1537 (Mono) & ST-1537 (Stéreo)
- Wild Hi-Fi Drums : 1961 ∫ Capitol T-1553 (Mono) & ST-1553 (Stéreo)
- Sensational! : 1962 ∫ Capitol T-1661 (Mono) & ST-1661 (Stéreo)
- Original Quiet Village (compilation) : 1963 ∫ Capitol T-1846 (Mono) & ST-1846 (Stéreo)
- Van de Kamp's present Music Of The 60's[8] (compilation 10 titres)[9] : 1965∫ Capitol Custom MB 2256
- The Sounds of Adventure (compilation 2 LP) : 1967 ∫  Capitol Records SQBO-90984 (Stéreo)

Chez World Record Club
- Les Baxter and his Orchestra : 1960 ∫ World Record Club Records T-105
- Baxter Style : 1963 ∫ World Record Club TP-198
- Visits The South Pacific : 1965 ∫ World Record Club ST-397
- Jungle Jazz : 1963 ∫ World Record Club Australia 8043

Chez Music For Pleasure
- Continental (1re compilation) : 1958 ∫ EMI Records/ Music For Pleasure MPF-1028 (Mono)

Chez Reprise Records
- Voices in Rhythm : 1962 ∫ Reprise R-6036 (Mono) & RS-6036 (Stéreo)
- The Primitive and the Passionate : 1962 ∫ Reprise R-6048 (Mono) & RS-6048 (Stéreo)
- Les Baxter's Balladeers : 1963  ∫ Reprise R-6064 (Mono) & RS-6064 (Stéreo)
- The Academy Award Winners : 1963 ∫ Reprise R-6067 (Mono) & RS-6067 (Stéreo)
- The Soul of the Drums : 1963 ∫ Reprise R-6100 (Mono) & RS-6100 (Stéreo)

Chez Valiant Records
- Linger A While : 1962 ∫ Valiant VS-137 (Stéreo)

Chez Pickwick Records
- Strings, Guitars, Voices! : 1965? ∫ Pickwick PC-3011 (Mono) & SPC-3011 (Stéreo)
- I Could Have Danced All Night[10] : 1966 ∫ Pickwick PC-3048 (Mono) & SPC-3048 (Stéreo)

Chez GNP Crescendo Records
- Brazil Now : 1966 ∫ Crescendo GNP 2036 (Mono) et GNPS 2036 (Stéreo)
- Love Is Blue : 1967 ∫ Crescendo GNP 2042 (Mono) et GNPS 2042 (Stéreo)
- African Blue : 1967 ∫ Crescendo GNPS 2047 (Stéreo)
- Moog Rock : 1968 ∫ Crescendo GNPS 2053 (Stéreo)
- Les Baxter At Moog Synthesizer : Future; A Musica Classica No Ano 2000 : 1971 ∫ GNP Crescendo Brazilian release only SMS-1615 Stéreo)

Chez Sears Records
- It's a Big, Wide, Wonderful World of Les Baxter (Compilation)[11]?) :1969 ∫ Sears S 409

Chez Alshire Recordings avec l'Orchestre 101 Strings 
- Que Mango! : 1970 ∫ Alshire S-5024 (Stéreo)
- Million Seller Hits :1970 ∫ Alshire S-5188 (Stéreo)
- Paradise :1972 ∫ Alshire S-5204 (Stéreo)
- The "Exotic" Sounds of Love ![12] : 1972 ∫ Alshire AS-201 (Stéreo)
- Movie Themes : 1975 ∫ Alshire S-5324 (Stéreo)
- Hit Songs from Spain : 1977[13] ∫ Alshire ?

### Compilations posthumes
- 1996 : The Exotic Moods Of Les Baxter (Double compilation 40 titres) ∫ Capitol Records CD 37025 et [MP3]
- 1996 : By Popular Request ∫ Bacchus Archives CD BA0014
- 1996 : Baxter's Best (Réédition complétée du Best Of de 1961 - 16 titres) ∫ Capitol Records CD  et [MP3]
- 1998 : Les Baxter (compilation Alshire 10 titres) ∫ Madacy Records[14] CD  et [MP3]
- 1998 : The Best of Les Baxter (compilation 10 titres) ∫ EMI Special Products CD
- 1999 : Dr Samuel J. Hoffman and the Theremin (Contient tous les titres de Perfume Set to Music)  ∫ Basta Records CD
- 2001 : The Pop Side (compilation 25 titres) ∫ Collector's Choice Music CD
- 2006 : Unchained Melodies (compilation 20 titres en version mono de 1946 à 1955) ∫ Asv Living Era CD
- 2007 : Adventures In Music : Exotica & Loung (compilation 2 CD : 43 titres) ∫ Phantom Sound & Vision CD
- 2009 : Les Baxter & 101 Strings Orchestra (en) : Studio 102 Essentials (Compilation 21 titres)  ∫ Suite 102 CD
- 2010 :  Masters Of Melody : Best of Les Baxter  (Compilation 25 titres)  ∫ Dynamic/Traditions Alive CD

### Composition et chef d'orchestre pour d'autres artistes
Pour Yma SumacParoles, musique, arrangements et direction d'orchestre de 2 albums pour celle que l'on surnomme la Castafiore inca.
- 1950 : Yma Sumac : Voice of the Xtabay ∫ Coffret 4 EP 78 Capitol Records CD 244 (1950) / Réédition LP Capitol Records H 244 (1952 / 10")
- 1972 : Miracles  ∫ Decca records : London Records / London XPS-608

Pour Franck PourcelComposition d'une suite musicale autour du corps de la Femme.
- 1956 : Les Baxter's La Femme ∫ Capitol Records T-10015 (Mono)

Pour Bob Hope et Bing Crosby
- 1958 : Vacation Road to Minnesota (EP)[15] ∫ Capitol Records 33-MB-2263/4 (Mono)

Pour Martin Denny and his Orchestra et Si ZentnerComposition d'une suite musicale d'Exotica.
- 1960 : Exotica Suite ∫ Liberty Records /  LRP-LMM-14020(Mono) & LSS-14020 (Stéreo)

Pour Carmen Lesay chez Kal Records
- Sunset Mood (A.1) / Oo-la oo-la-la (B.2) : 1960 ∫ Kal K-602 EPX45 (45) (Mono)
- Moola (A.1) / Voo Doo (B.2) : 1960 ∫ Kal K-604 EPX45 (45) (Mono)

### EP
Chez Capitol Records
- Tambarina (A.1) / Somewhere Somehow Someday (B.2) : 1950 ∫ Capitol 1299 (78)
- So Long (It's Been Good to Know You)[17] (A.1) / The Roving Kind (B.2)[17] : 1950 ∫ Capitol F-1381 et CL-13449 (78) (Mono)
- Zing Zing, Zoom Zoom (A.1) / When You return (B.2) : 1951 ∫ Capitol 1390 et CL-13468 (78)
- Tonight We'll Go Dancing (A.1) / A Sparrow in the Treetop (B.2) : 1951 ∫ Capitol 1440 (78)
- Tonight We'll Go Dancing (A.1) / Somewhere Somehow Someday (B.2) : 1951 ∫ Capitol CL-13508 (78)
- Unless  (A.1) / Because of You (B.2) : 1951 ∫ Capitol 1493 et CL-13524 (78) (Mono)
- Tambarina (A.1) / A Sparrow in the Treetop (B.2) : 1951 ∫ Capitol CL-13487 (78)
- On top of the Ferris wheel  (A.1) / Roller Coaster (B.2) : 1951 ∫ Capitol 1546 et CL-13546 (78) (Mono)
- Vanity (A.1) / The World Is Mine (B.2) : 1951 ∫ Capitol 1584  (78)  (Mono)
- Vanity (A.1) / How Many Times (B.2) : 1951 ∫ Capitol CL-13586  (78)  (Mono)
- Bacoa (A.1) / How Many Times (B.2) : 1951 ∫ Capitol 1596 (Mono) (78)
- The World Is Mine (A.1) / Longing For You (B.2)[17] : 1951 ∫ Capitol CL-13593 (78) (Mono)
- Longing For You (A.1)[17] / Sarah Kelly From Prumb Nelly (B.2) : 1952 ∫ Capitol F-1731 (78) (Mono)
- Stay a while (A.1) / /You'll Know (B.2) : 1952 ∫ Capitol F-1773  (78) (Mono)
- California Moon (A.1) / Mine Tonight (B.2) : 1952 ∫ Capitol F-1785 (78) (Mono)
- If You've Forgotten Me (A.1) / When (B.2) : 1952 ∫ Capitol F-1818  (78) (Mono)
- Be Mine Tonight (A.1) / I Remember You, Love (B.2) : 1952 ∫ Capitol CL-13667  (78) (Mono)
- I remember your love (A.1) / I only have one life to live (B.2) : 1952 ∫ Capitol F-1839  (78) (Mono)
- Wondering (A.1)[18] / God Little Candles (B.2)[18] : 1952 ∫ Capitol F-2018 (78) (Mono)
- Two-Faced Clock (A.1) / Till the End of the World (B.2) : 1952 ∫ Capitol F-2205  (78) (Mono)
- Flute Salad (A.1) / Yours (B.2) : 1952 ∫ Capitol F-2274  (78) (Mono)
- Till the End of the World (A.1) / Suddenly (B.2) : 1952 ∫ Capitol CL-13887  (78) (Mono)
- Hang Your Wishes On The Tree (A.1) / Santa Claus' Party (B.2) : 1951 ∫ Capitol F-2275 et CF-10746 (78) (Mono)
- Please say you love me (A.1) / Tears (B.2) : 1952 ∫ Capitol F-2117 (78) (Mono)
- The Lord is my Shepherd (A.1) / My name is God (B.2) : 1953 ∫ Capitol F-2375  (78)  (Mono)
- Dance Of The Flutes (A.1) / No More Goodbyes  (B.2) : 1953 ∫ Capitol F-2405  (78) (Mono)
- Manhattan (A.1) / A Little Love : Love Theme From "The Robe" (B.2) : 1953 ∫ Capitol F-2632  (78) (Mono)
- If You Were Mine (A.1) / Douchka (B.2) : 1954 ∫ Capitol F-2748  (78) et CL-14089 (Mono)
- Cherry Pink (and Apple Blossom White) (A.1) / Play Me Hearts and Flowers (B.2) : 1955 ∫ Capitol CP-409 et CL-14237 (78) (Mono)
- Tango of the Drums (A.1) / Sinner Man (B.2) : 1956 ∫ Capitol F-3404 (45) (Mono)
- Tango of the Drums (A.1) / If You Can Dream (B.2) : 1956 ∫ Capitol CL-14589 (45) (Mono)
- Giant (A.1) / There'S Never Been Anyone Else But You (B.2) : 1957 ∫ Capitol F-3526 et CL-14677 (45) (Mono)
- I Dance When I Walk (A.1) / Rain On My Window (B.2) : 1957 ∫ Capitol F-3653 (45) (Mono)
- Blue Echo (A.1) / Designing Woman (B.2) : 1957 ∫ Capitol F-3704 et CL-14721 (45) (Mono)
- Love song from House Boat (A.1) / Lily Of Laguna (B.2) : 1958 ∫ Capitol  F-4011 (45) (Mono)
- Dance, Everyone, Dance (A.1) / A Change is All I Ask (B.2) : 1958 ∫ Capitol CL-14919 (45) (Mono)
- Almost In Your Arms (A.1) / Lily Of Laguna (B.2) : 1958 ∫ Capitol  CL-14924 (45) (Mono)
- Ben Hur Theme (A.1) / 'Til Tomorrow (B.2) : 1960 ∫ Capitol F-4322 (45) (Mono)
- Pepe (A.1) / Dolce far niente (B.2) : 1960 ∫ Capitol F-4489 (45) (Mono)
- Follow Me (A.1) / You'Re Far Away From Home And Angelina (B.2) : 1961 ∫ Capitol F-4523 (45) (Mono)

Pour The Cheers chez Capitol Records
- Black Denim Trousers and Motorcyle Boots[19] (A.1) / Some Night in Alaska (B.2) : 1955 ∫ Capitol Capitol Capitol F-3219 (45) (Mono)

Pour Les Baxter and The Bombers chez Capitol Records
- Earth Angel (A.1) / Happy Day (B.2) : 1955 ∫ Capitol CL-14239 (45) (Mono)
- I Ain't Mad At You (A.1) / Blue Mirage (B.2) : 1955 ∫ Capitol CL-14249 (45) (Mono)

Pour Dick Beavers and Les Baxter Orchestra
- Shrimp Boats (A.1) / Jealousy (B.2) : 1952 ∫ Capitol CL-13655 (45) (Mono)
- I'm yours (A.1) / Kiss Of Fire (B.2) : 1952 ∫ Capitol F-2102 (78) (Mono)
- Kiss Of Fire (A.1) / When (B.2) : 1952 ∫ Capitol CL-13765 (78) (Mono)
- Kiss of Fire (A.1) / How Many Times (Can I Fall in Love) (B.2) : 1952 ∫ Capitol CP-130 (78) (Mono)

Pour Bob Eberly and Les Baxter
- Never (A.1) / I Can't Help It (B.2) : 1952 ∫ Capitol CL-13673 (45) (Mono)

Pour Tex Ritter and Les Baxter
- As Long As The River Flows On (A.1) / When My Blue Moon Turns To Gold... (B.2) : 1952 ∫ Capitol CL-13718 (45) (Mono)

### Extraits d'albums EP 45 et 78 / 2 titres
N.B. : Certains EP 2 titres contiennent en face A ou face B un inédit non repris en album LP.
Chez Capitol Records
- Radar Blues (A.1)[21] / Mist O' The Moon (B.2) : 1947 ∫ Capitol 20163 (Mono)
- Jungle Flower (A.1) / Stone God (B.2) : 1951 ∫ Capitol 288 (45) (Mono)
- Adios (A.1) / La cumparsita (B.2) : 1951 ∫ Capitol CL-15689[22] ? (45) (Mono)
- Moon Was Yellow (A.1) / Adios Muchachos (B.2) : 1951 ∫ Capitol CL-15690[22] ? (45) (Mono)
- Because Of You (A.1) / Blue Tango (B.2) : 1952 ∫ Capitol 1681 (Mono) (78)
- Because Of You (A.1) / Somewhere Somehow Someday (B.2 inédit) : 1952 ∫ Capitol F-1760  (78) (Mono)
- La Cumparsita (A.1) / Stay a while (B.2) : 1952 ∫ Capitol CL-13607  (78) (Mono)
- Jungle River Boat (A.1) / The Ritual-Part 1 & 6  (B.2) : 1952 ∫ Capitol CP- 288 (78) (Mono)
- El Choclo (A.1) / Jalousie (B.2) : 1952 ∫ Capitol 15692 et CAP SRS 6710  (78) (Mono)
- Blue Tango (A.1) / Please, Mr. Sun (B.2 inédit) : 1952 ∫ Capitol F-1966 (45) et CF-13703 (78) (Mono)
- Festival Hop (A.1) / Invitation (B.2) : 1952 ∫ Capitol F-2005 et CL-13726 (78) (Mono)
- Lost in Meditation (A.1) / Lonely Wine (B.2 inédit) : 1952 ∫ Capitol F-2106 (78) (Mono)
- Padam Padam (A.1) / Auf Wiedersehn, Sweetheart (B.2) : 1952 ∫ Capitol F-2143  (78) (Mono)
- Auf Wiedersehn, Sweetheart (A.1) / I'm Yours (B.2) : 1952 ∫ Capitol CL-13775  (78) (Mono)
- Padam Padam (A.1) / Lonely Wine (B.2 inédit) : 1952 ∫ Capitol CL-13783  (78) (Mono)
- Two-Faced Clock (A.1 inédit) / Lost in Meditation (B.2) : 1952 et 1953 ∫ Capitol CL-13802  (78) (Mono)
- Quiet Village (A.1) / Indian Summer (B.2 inédit) : 1952 ∫ Capitol F-2225  (78) (Mono)
- Coronation (A.1) / Flute Salad (B.2 inédit) : 1952 et 1953 ∫ Capitol CL-13885  (78) (Mono)
- Vieni,Vieni (A.1) / As Long As You Care (B.2) : 1952 ∫ Capitol F-2328  (78) (Mono)
- Dance Of The Flutes (A.1 inédit) / April in Portugal (B.2) : 1952 ∫ Capitol CL-13921  (78) (Mono)
- April in Portugal (A.1) / Suddenly (B.2 inédit) : 1953 ∫ Capitol F-2374 (45) et C-2374 / CP-212 (78)  (Mono)
- Ruby (A.1) / A Little Love : Love Theme From "The Robe" (B.2) : 1953 ∫ Capitol F-2457 et CL-13933 (78)  (45) (Mono)
- Gigi (A.1) / I Love Paris (B.2) : 1953 ∫ Capitol F-2479 (78) et C-2479 (78)  (Mono)
- Gigi (A.1) / Sarah Kelly From Plumbnelly (B.2 inédit) : 1953 ∫ Capitol CL-13945 (78)  (Mono)
- Julie (A.1) / Tropicana (B.2) : 1953 ∫ Capitol F-2568  et CL-13988 (78) (Mono)
- Cornflakes (A.1) / Elaine (B.2) : 1953 ∫ Capitol F-2579  (78) (Mono)
- Atlantis (A.1) / Flirtation Waltz (B.2 inédit) : 1954 ∫ Capitol F-2705  (78) (Mono)
- Cornflakes (A.1) / Flirtation Waltz (B.2 inédit) : 1954 ∫ Capitol CL-14062  (78) (Mono)
- Love Theme From "The Robe" (A.1 inédit) / Elaine (Gitane) (B.2) : 1954 ∫ Capitol CL-14067  (78) (Mono)
- Venezuela (A.1) / The Sea Song (B.2 inédit) : 1954 ∫ Capitol F-2799  (78) (Mono)
- The High and the Mighty (A.1) / More Love Than Your Love (B.2 inédit) : 1954 ∫ Capitol F-2845  (78) (Mono)
- The High and the Mighty (A.1) / Venezuela (B.2) : 1954 ∫ Capitol CL-14147  (78) (Mono)
- I Love Paris (A.1) / Manhattan (B.2 inédit) : 1954 ∫ Capitol CL-14166  (78) (Mono)
- Romantic Rio (A.1) / When You're in Love (B.2) : 1954 et 1955 ∫ Capitol F-2918  et CL-14217(78) (Mono)
- Midnight on the Cliffs[23] (A.1) / Dream Rhapsody (B.2) : 1954 ∫ Capitol F-2950  (78) et CL-14173 (45) (Mono)
- Blue Mirage (A.1) / I Ain'T Mad At You Honey (B.2 inédit) : 1955 ∫ Capitol F-3040 (45) (Mono)
- Unchained Melody (A.1) / Blue Star : the Medic T.V. theme (B.2) : 1955 ∫ Capitol F-3055, CL-14257 et CF-13516 (45) (Mono)
- Wake the Town and Tell the People (A.1) / I'll Never Stop Loving You (B.2 inédit) : 1955 ∫ Capitol F-3120 et CL-14344 (Mono)
- Shrike (A.1) / The Toy Tiger (B.2 inédit) : 1955 ∫ Capitol F-3195 et CL-14351 (45) (Mono)
- Take My Love (A.1) / If You've Forgotten Me (B.2 inédit) : 1955 ∫ Capitol CL-14358 (45) (Mono)
- Song of the Bayou (A.1) / Monika (BO du film de 1953) (B.2) : 1955 ∫ Capitol F-3259 (45) (Mono)
- Havana (A.1) / The Trouble With Harry (B.2 inédit) : 1955 ∫ Capitol F-3291 et CL-14546 (45) (Mono)
- Theme From "Helen of Troy" (A.1 inédit) / The Poor People of Paris / Poor John[24] (B.2) : 1956 ∫ Capitol F-3336 (45),  CL-14533 et 730 (Promo) (Mono)
- April in Portugal (nouvelle version?) (A.1) / The Poor People of Paris (B.2) : 1956 ∫ Capitol F-6017 (45) (Mono)
- Concerto And Theme From Foreign Intrigue (A.1 inédit) / Melodia Loca (B.2) : 1956 ∫ Capitol F-3478 et CL-14603 (45) (Mono)
- (What Happens In) Buenos Aires (A.1) / The left arm of Budda (B.2 inédit) : 1957 ∫ Capitol F-3573 (45) (Mono)
- The Clown On The Eiffel Tower (A.1) / A Woman'S Devotion (B.2 inédit) : 1957 ∫ Capitol F-3624 (45) (Mono)
- The Clown On The Eiffel Tower (A.1) / (What Happens In) Buenos Aires (B.2) : 1957 ∫ Capitol CL-14694 (45) (Mono)
- Ruby Lips (A.1) / The Lonely Whistler (B.2) : 1957 ∫ Capitol F-3728 et CL-14748 (45) (Mono)
- La Panse (The Little Flower) (A.1) / Manhattan (B.2) : 1957 ∫ Capitol F-3768 (45) (Mono)
- La Panse (The Little Flower) (A.1) / Ricordate Marcellino (B.2) : 1957 ∫ Capitol CL-14796 (45) (Mono)
- Search For Paradise (A.1 inédit) / Ricordate Marcellino (B.2) : 1958 ∫ Capitol F-3798 (45) (Mono)
- Dance From "Bonjour tristesse" (A.1) / Love Theme From A Farewell to Arms (B.2) : 1958 ∫ Capitol F-3887 et CL-14840 (45) (Mono)
- Tell Me Margarita (A.1) / Piccolissima Serenata (B.2) : 1958 et 1959 ∫ Capitol F-4091 et CL-15034 (45) (Mono)
- Come Prima (A.1) / My Heart's In Portugal (B.2) : 1958 ∫ Capitol F-4206 et CL-14964 (45) (Mono)
- Milord (A.1 inédit) / Sabre Dance (B.2) : 1958 et 1959 ∫ Capitol F-4249 et CL-15055 (45) (Mono)
- Ooch-I-Baba (A.1) / Boomada (B.2) : 1960 ∫ Capitol CL-15140 (45) (Mono)
- Pepe (A.1 inédit) / Adios (B.2) : 1961 ∫ Capitol CL-15181 (45) (Mono)
- Noche (A.1) / … (B.2) : 1963 ∫ Capitol F-45CG37 (45) (Stéréo)[réf. nécessaire][25]

EP en attente de datation et de complément d'information
- Japanese Parasols (A.1) /… (B.2) : 195? ∫ Capitol 780 (45) (Mono)
- Normandy (A.1)[26] / … (B.2) : 195? ∫ Capitol 780 (45) (Mono)

Chez RCA Records
- Struttin With Clayton (A.1) / Jet (B.2) : 195? ∫ RCA 3215 (45) (Mono)
- Tzigane (A.1) / Jet (B.2) : 195? ∫ RCA 231 (45) (Mono)

Chez Reprise Records
- Theme From How The West Was Won (A.1) / Theme From Lawrence Of Arabia (B.2) : 1963 ∫ Reprise 20159 (45) (Stéréo)
- Michelle (A.1) / Little Girl Lonely (B.2) : 1966 ∫ Reprise - HBR-456

Chez GNP Crescendo Records
- Linin Track (A.1)[28] / Baiion (B.2) : 1964 ∫ GNP Crescendo 313 (45) (Stéréo)
- Theme From "The Sandpebbles" : And We Were Lovers (A.1) / Balan Samba (B.2) : 1967 ∫ GNP Crescendo 382 (45) (Stéréo)
- Free Again (A.1) / Live For Life (B.2) : 1967 ∫ GNP Crescendo 399 (45) (Stéréo)
- Love is Blue (A.1) / A Banda (B.2) : 1968? ∫ GNP Crescendo HT 300162 (45) ? (Stéréo)
- Flame Tree (A.1) / Girl From Uganda (B.2) : 1969 ∫ GNP Crescendo 425 (45) (Stéréo)

Chez Alshire Records
- Girl On The Boulevard (A.1) / La la la (B.2) : 1968 ∫ Alshire AS 45111 (45) (Stéréo)

Chez Sidewalk Records
- Chain Fight (A.1) / Wheels (B.2) (Extrait de la BO. du film Hell's Belles publié en format LP) : 1969 ∫ Sidewalk 946 (45) (Stéréo)

### Extraits d'albums EP 45 / 4 titres
- Whatever Lola Wants[29] 1953 ∫ Capitol Records / Capitol EAP-1-9125
- Arthur Murray - Modern Waltzes[30] 1953 ∫ Capitol Records / Capitol EAP-?
- Thinking Of You (EP)[31] 1953 ∫ Capitol Records / Capitol EAP-1-474
- Thinking Of You (EP)[32] 1953 ∫ Capitol Records / Capitol EAP-2-474
- April In Portugal[33] 195? ∫ Capitol Records / Capitol EAP-1-447
- Invitation[34] 1953 ∫ Capitol Records / Capitol EAP-1-494
- Blue Mirage[35] 1955 ∫ Capitol Records / Capitol EAP-1599
- Caribbean Moonlight (Part I)[36] 195? ∫ Capitol Records / Capitol EAP 1-733
- Caribbean Moonlight (Part II)[37] 195? ∫ Capitol Records / Capitol EAP 2-733
- Les Baxter Hits[38] 196? ∫ Capitol Records / Capitol EAP 1-20144
- Arthur Murray Favorites...Tangos (Double 45 2 titres) 196? ∫ Capitol Records / Capitol EBF-263
- La Cumparsita[39] 196? ∫ Capitol Records / Capitol EBF-263
- Simba[40] 196? ∫ Capitol Records / Capitol EBF-655
- Skins! Bongo Party With Les Baxter (Part I)[41] 1957 ∫ Capitol Records / Capitol EAP -1-774
- Skins! Bongo Party With Les Baxter (Part II)[42] 1957 ∫ Capitol Records / Capitol EAP -2-774
- Skins! Bongo Party With Les Baxter (Part III)[43] 1957 ∫ Capitol Records / Capitol EAP -3-774

Avec Nat « King » Cole, Helen O'Connell et Gordon MacRae
- By The Beautiful Sea[44] 1957 ∫ Capitol Records / Capitol EAP -1-535

### Bandes originales
- The Invisible Boy (A1) /I never had a dream like this before (B.2) 1957 ∫ Capitol Records / Capitol F-3842 (Mono)
- The Sacred Idol[45] : 1959  ∫ LP Capitol Records / Capitol T-1293 (Mono) & ST-1293 (Stéreo)
- Barbarian (Goliath and the Barbarians) 1959 ∫ LP American International Records / American International LP 1001
- Le Masque du démon (Black Sunday) : 1961  ∫ American Internal Pictures / Harlène Music LB-2247
- Master of the World : 1961  ∫ LP VeeJay Records / VeeJay LP-4000 (Mono) & SR-4000 (Stéréo)
- Alakazam the Great[46] : 1961  ∫ LP VeeJay Records / VeeJay LP-6000
- Tales of Terror : "Morella"  1962 ∫ Orion Pictures Corporation / MGM ?
- Annette : Muscle Beach Party[47] : 1963  ∫ LP  Buena Vista Records / Buena Vista BV 3314 (Mono) & ST 3314 (Stéreo)
- Annette : Annette's Beach Party[48] : 1964  ∫ LP  Buena Vista Records / Buena Vista BV 3316 (Mono) & ST 3316 (Stéreo)
- Annette : Annette at Bikini Beach[49] : 1964  ∫ LP  Buena Vista Records / Buena Vista BV 3324 (Mono) & ST 3324 (Stéreo)
- Annette : Annette's Pajama Party[50] : 1964  ∫ LP  Buena Vista Records / Buena Vista BV 3325 (Mono) & ST 3325 (Stéreo)
- How to Stuff a Wild Bikini[51] : 1965  ∫ LP Wand Records / Wand 671 (Mono) & Wand S 671 (Stéreo)
- Dr. Goldfoot and the Girl Bombs : 1966  ∫ LP Tower Records / Tower DT 5053
- Wild In The Streets : 1968  ∫ LP Tower Records / Tower SKAO 5099
- All The Loving Couples[52] : 1968  ∫ LP GNP Crescendo Records / GNP Crescendo S-2051
- Chain Figh (A1) / Wheels (B1)  1969 ∫ Sidewalk Records / Sidewalk 946
- Hell's Belles : 1969 ∫ Capitol Records / Capitol ST 6316  (stéréo) & Sidewalk ST 5919 (stéréo)
- The Dunwich Horror (Soundtrack) 1970 ∫ American International Records / American International A-143
- Music of the Devil God Cult : Strange Sounds from Dunwich - The Dunwich Horror : 1970 ∫ LP American International Records / American International A-1028
- Bora Bora[53] : 1970 ∫ LP American International Records / American International A-1029
- Black Sabbath : 1974 ∫ LP Bax Records / Bax LB-17
- Born Again : 1978 ∫ LP Lamb & Lion Records / Lamb & Lion LL-1041
- Cry Of The Banshee / The Edgar Allan Poe Suite : 1980 ∫ LP Citadel Records / Citadel Records CTV 7013
- Black Sunday / Baron Blood : 1992  ∫ CD Bay Cities BCD 303 & Citadel Records STC 77110 (1997)
- The Lost Episode of Les Baxter (1961 / TV Soundtrack) : 1995  ∫ Bacchus Archives CD BA07-2
- Panic in Year Zero! : 2009  ∫ CD La-La Land Records LLLCD 1111
- Hogin' Machine (A1) / Hot Wind (B1)  2009 ∫ Sidewalk Records / Sidewalk SW 9159
- Beach Blanket Bingo : 2010  ∫  CD  La-La Land Records - La La Land LLLCD 1142
- The Beast Within : 2010  ∫ CD Intrada Special Collection Volume 132
- Cervantès : The Young Rebel From La Mancha : 2010  ∫ CD Intrada Signature Edition ISE1039
- Sadissimo : 2010  ∫ CD Kritzerland KR20017-0
- Black Sunday (remastered complete tracks edit : 51:21)  : 2011  ∫ CD Kritzerland KR20018-7
- X" The Man With X-Ray Eyes / Tales Of Terror : "Morella"  : 2011  ∫ CD La-La Land Records - LLLCD 1174
- The Comedy Of Terrors : 2012  ∫ CD Intrada Special Collection Volume 218

## Compositeur de musique
Pour certaines compositions à partir de la fin des années 1960, il prend parfois le pseudonyme de Bax ou de Casanova. S'il a composé beaucoup de bandes originales de films notamment spécialisés dans le genre Horreur, il est aussi le compositeur de nombreuses bandes son pour les adaptations de films en versions anglo-américaines de films tournés en Europe, et principalement en Italie.
Pour quelques films également, il est éditeur interprète : il conduit en général sous une forme orchestrale l'interprétation de la bande son enregistrée et qui a été composée par une tierce personne.
Pour le cinéma long métrage (musique de la version originale)
- 1951 : Un été avec Monika (Sommaren med Monika) d'Ingmar Bergman
- 1953 : Tanga-Tika de Dwight Long
- 1954 : Key Man de Paul Guilfoyle
- 1954 : It's Everybody's Business de Carl Urbano
- 1954 : La Hache sanglante (The Yellow Tomahawk) de Lesley Selander
- 1956 : Wetbacks de Hank McCune
- 1956 : Les monstres se révoltent (The Black Sleep) de Reginald Le Borg
- 1956 : L'Ardente Gitane (Hot Blood) de Nicholas Ray
- 1956 : Hot Cars de Don McDougall
- 1956 : Quincannon, Frontier Scout de Lesley Selander
- 1956 : Rebel in Town[54] de Alfred L. Werker
- 1957 : Le Cerveau infernal (The Invisible Boy) de Herman Hoffman
- 1957 : La Fille aux bas noirs (The Girl in Black Stockings) d'Howard W. Koch
- 1957 : Untamed Youth de Howard W. Koch
- 1957 : Jungle Heat de Howard W. Koch
- 1957 : Hell Bound de William J. Hole, Jr.
- 1957 : Outlaw's Son de Lesley Selander
- 1957 : Pharoah's Curse / Curse of the Pharaoh de Lee Sholem
- 1957 : Revolt at Fort Laramie de Lesley Selander
- 1957 : The Dalton Girls de Reginald Le Borg
- 1957 : Tomahawk Trail de Lesley Selander
- 1957 : Voodoo Island / Silent Death de Reginald Le Borg
- 1957 : Bop Girl / Bop Girl Goes Calypso de Howard W. Koch
- 1957 : War Drums[55] de Reginald Le Borg
- 1958 : Macabre de William Castle
- 1958 : Fort Bowie de Howard W. Koch
- 1958 : The Bride and The Beast[56]  de Adrian Weiss
- 1958 : The Vicious Breed d'Arne Ragneborn
- 1958 : The Friend Who Walked the West de Gordon Douglas
- 1960 : Why Must I Die ? de Roy Del Ruth
- 1960 : House Of Usher / The Fall Of The House Of Usher[57] de Roger Corman
- 1961 : The Pit and the Pendulum[58] de Roger Corman
- 1961 : Lisette / Fall Girl de R. John Hugh
- 1961 : Le Maître du monde Master of The World de William Witney
- 1962 : The Prematur Burial[59]  de Roger Corman
- 1962 : Tales of Terror[60]  de Roger Corman
- 1962 : Panique année zéro (Panic in Year Zero!) de Ray Milland
- 1962 : Daughter of the Sun God de Kenneth Herts
- 1963 : The Raven[61] de Roger Corman
- 1963 : X : Man With The X-Ray Eyes[62] / The Man with the X-Ray Eyes  de Roger Corman
- 1963 : Beach Party de William Asher
- 1963 : Operation Bikini de Gilbert Warrenton
- 1963 : The Young Racers de Roger Corman
- 1964 : Bikini Beach de William Asher
- 1964 : Pajama Party / The Maid and the Martian de Don Weis
- 1964 : Muscle Beach Party de William Asher
- 1964 : The Comedy of Terrors[63]  de Jacques Tourneur
- 1965 : How to Stuff a Wild Bikini de William Asher
- 1965 : Beach Blanket Bingo de William Asher
- 1965 : Sergeant Dead Head / Sergeant Deadhead the Astronut de Norman Taurog
- 1965 : Dr. Goldfoot and the Bikini Machine de Norman Taurog
- 1966 : The Ghost in the Invisible Bikini de Don Weis
- 1966 : Fireball 500 de William Asher
- 1967 : Cervantes[64] de Vincent Sherman
- 1968 : Terror in the Jungle de Tom de Simone
- 1968 : Annabelle Lee[65] de Harold Daniels et Gene Nash
- 1968 : The Mini-Skirt Mob de Maury Dexter
- 1968 : The Young Animals / Born Wild de Maury Dexter
- 1969 : Hell's Belles de Maury Dexter
- 1969 : Flareup de Andrew J. McIntyre
- 1969 : All the Loving Couples[66]'' de Mack Bing
- 1969: Istanbul, mission impossible (Target: Harry) de Roger Corman [67] de Roger Corman
- 1970 : The Dunwich Horror[68]  de Daniel Haller
- 1970 : Cry of the Banshee[69]  de Gordon Hessler
- 1971 : Big Doll House[70] de Roger Corman
- 1971 : El Ogro de Ismael Rodríguez
- 1971 : Trampa para una niña de Ismael Rodríguez
- 1972 : Frogs[71] de George Mac Cowan
- 1972 : Blood Sabbath[72] de Brianne Murphy
- 1972 : An Evening of Edgar Allan Poe de Kenneth Johnson
- 1973 : I Escaped From Devil's Island de William Witney
- 1973 : The Devil and Leroy Bassett de Robert E. Pearson
- 1975 : The Switchblade Sisters[73] de John Prizer
- 1978 : Born Again d'Irving Rapper
- 1982 : The beast within[74] de Philippe Mora
- 1989 : Reflection of Evil de Todd Hughes
- 1993 : Lightning in a Bottle de Jeff Kwitny

Pour le cinéma long métrage (nouvelles compositions en adaptation pour la version américaine)
- 1954 : The Vicious Breed[75] de Arne Ragneborn
- 1959 : Goliath and the Barbarians[76]  de Carlo Campogalliani
- 1964 : The Sacred Idol / Sacred City[77] d'Ismael Rodríguez
- 1960 : Black Sunday[78] de Mario Bava
- 1960 : Battle Beyond The Sun de Mikhail Karzhukov. Composition assurée avec Ronald Stein
- 1960 : Goliath and the Dragon[79] de Vittorio Cottafavi
- 1961 : Alakazam the Great (Saiyu-ki - film d'animation)[80] d'Osamu Tezuka
- 1961 : Lost Battalion d'Eddie Romero
- 1961 : Guns of the Black Witch[81] de Domenico Paolella
- 1961 : Maciste contro il vampiro[82] de Sergio Corbucci et Giacomo Gentilomo
- 1961 : Erik, The Conqueror[83] de Mario Bava
- 1961 : Maciste Alla Corte Del Gran Khan[84]) de Riccardo Freda
- 1962 : Marco Polo (film d'animation) de Hugo Fregonese
- 1962 : White Slave Ship[85] de Silvio Amadio
- 1962 : Warriors Five[86] de Leopoldo Savona
- 1962 : The Girl Who Knew Too Much[87] de Mario Bava
- 1963 : A Boy Ten Feet Tall[88] d'Alexander Mackendrick
- 1963 : I tabù de Romolo Marcellini
- 1963 : Black Sabbath[89] de Mario Bava
- 1963 : El Zorro contro Maciste[90] de Umberto Lenzi
- 1965 : Taboos of The World de …
- 1965 : The Mighty Jungle[91] d'Arnold Belgard
- 1966 : Dr Goldfoot And The girl bombs[92]  de Mario Bava
- 1967 : The Glass Sphinx[93] de Luigi Scattini
- 1969 : Bora Bora[94] de Ugo Liberatore
- 1971 : Dagmar's Hot Pants, Inc[95]  de Vernon P. Becker
- 1972 : Baron Blood / The Blood Baron / Chamber of Tortures[96] de Mario Bava
- 1972 : One Minute Before Death de Rogelio A. González
- 1974 : Savage Sisters[97],[72]  d'Eddie Romero

Pour l'accompagnement de ballet
- 1953 : Festival of the Gnomes composé pour le ballet Prince di Candriano

Pour les séries de télévision
- 1958 : Lassie (Bande son de la série originale)

1re Diffusion française en 1972 sur la 3e chaîne de l'ORTF
- 1964 : The Tycoon - (épisodes de 1964-1965).
- 1979 : Buck Rogers / Buck Rogers in the 25th Century
- 1979 : The Secret Empire
- 1979 : The Curse of Dracula
- 1979 : The Girl Who Saved the World
- Et aussi Music of the Sixties (The Les Baxter Special), Cliffhangers, The Milton Berle Show, The Gumby Special…

Pour la radio
- Bob Hope and Abbott & Costello radio shows : musicien, compositeur et arrangeur, et chef de son propre orchestre.

Pour les documentaires
- 1967 : Sadismo - Documentaire de Salvatore Billitteri
- 1992 : Yma Sumac : Hollywood's Inca Princess - Documentaire de Peter Gold

Compositions non créditées officiellement
- 1955 : A Life at Stake de Frank Sullivan
- 1965 : The Eye Creatures de Larry Buchanan.

Compositions pour l'évènementiel
- Musique des parcs à thème SeaWorld.

## Éditeur interprète et chef d'orchestre de musique de film
- 1956 : A Woman's Devotion (en) de Paul Henreid et John Bash. Musique composée par Jorge Stahl.
- 1957 : The Storm Rider (en) d'Edward Bernds. Musique composée par Brydon Baker.
- 1957 : Escape from Red Rock (en) d'Edward Bernds
- 1958 : Le Justicier masqué (The Lone Ranger and the Lost City of Gold) de Lesley Selander. Musique composée par James D. Vance.
- 1961 : Reptilicus le monstre des mers de Sidney W. Pink. Musique composée par Sven Gyldmark.
- 1968 : Les Troupes de la colère (Wild In The Streets) de Barry Shear. Musique composée par Cynthia Weil et Barry Mann.